# NGC 5189
La Nebulosa Espiral Planetària és una nebulosa planetària en la constel·lació de la Mosca. Va ser descoberta per John Herschel el 1835. Vista a través del telescopi sembla que tingui una forma de S, romanent d'una galàxia espiral barrada. És remarcablement simètrica i s'estima que és a uns 3.000 anys llum de la Terra.